# IC 4984
IC 4984 — галактика типу Sb (компактна витягнута галактика) у сузір'ї Телескоп, відкрита Роялом Фростом 31 серпня 1904 року.
Цей об'єкт міститься в оригінальній редакції індексного каталогу.